# Jushur
Jushur o Ĝušur, (inicialment el seu nom es va llegir Gaur) va ser un rei de Sumer a Kish, esmentat a la llista de reis sumeris, el primer de la Primera dinastia de Kish.
La llista li assigna un regnat de 1.200 anys i va ser rei després del diluvi. No s'han trobat proves de la seva existència però si de capes de pluges intenses.